# Вальдхамбах
Вальдхамбах (нем. Waldhambach) — коммуна в Германии, в земле Рейнланд-Пфальц.
Входит в состав района Южный Вайнштрассе. Подчиняется управлению Аннвайлер ам Трифельс. Население составляет 347 человек (на 31 декабря 2010 года). Занимает площадь 3,92 км².